# Cesvaine
Cesvaine (niem. Sesswegen, Seßwegen) – miasto na Łotwie, leżące w historycznej krainie Liwonia w novadsie Madona. W latach 2009–2021 stolica novadsu Cesvaine. Około 3388 mieszkańców (2006).
Znajduje tu się przystanek kolejowy Cesvaine, położony na linii Pļaviņas - Gulbene.